# Örüg Temür Khan
Quỷ Lực Xích (Örüg Temür Khan) (tiếng Trung: 兀雷帖木兒汗; 1379-1408) hoặc Gulichi (tiếng Trung: 鬼 力赤) là một Khả hãn của nhà Bắc Nguyên tại Mông Cổ vào đầu thế kỷ XV. Ông cũng có thể được biết đến với cái tên Ugechi Khashikha (tiếng Trung: 烏格齊哈什哈). "Khashikha" có nghĩa là "hoàng tử" hoặc "công tước" trong ngữ hệ Tungus.
Ông là một thủ lĩnh của bộ lạc Oirat, thuộc nhóm tộc Torguud. Örüg Temür có thể là hậu duệ của các em trai của A Lý Bất Ca (Ariq Boke) hoặc Thành Cát Tư Hãn, nhưng ông cũng có thể là hậu duệ của Chuyết Xích Cáp Tát Nhi hoặc Temüge. Ngoài ra còn có giả thuyết ông cũng có thể là hậu duệ của Oa Khoát Đài. Vì vậy, vẫn chưa rõ liệu ông là một người Oirat hay người thuộc dòng dõi Bột Nhi Chỉ Cân.
Gün Temür Khan (cai trị từ 1400 - 1402) bổ nhiệm 3 thủ lĩnh mới, tức nhóm Bahamu (Batlai, Mahamu, Muhamud) cho Liên minh Bốn Oirat sau khi ông ta đã xử tử nhầm cha mình Taifu, cũng như đã tịch thu gia sản của Khả hãn quá cố. Những hành động sai trái ấy của Khả hãn đã làm thất vọng thủ lĩnh Oirat Gulichi. Gulichi và Bahamu đã tổ chức âm mưu giết Khả hãn và đã thành công. Gulichi trở thành Khả hãn mới vào năm 1402 và quyết định xóa bỏ quốc hiệu Đại Nguyên nhằm cải thiện quan hệ ngoại giao với nhà Minh.

## Trị vì
Gulichi bổ nhiệm Arughtai của giới quý tộc Asud ở Đông Mông Cổ làm thủ lĩnh quân sự. Tuy nhiên, theo Minh sử, ông có lẽ đã đề bạt một Hãn người Tatar cho chức vụ này. Hoàng đế Minh Thành Tổ đã thực hiện các thỏa thuận với Gulichi và tùy tùng Arughtai để thiết lập mối quan hệ trong hệ thống chư hầu của nhà Minh, nhưng Gulichi và Arughtai đã từ chối. Họ cũng đầu độc Engke Khan, thân vương ở Hami, người đã liên minh với nhà Minh. Tuy nhiên, Gulichi đã bị đánh bại bởi Öljei Temür Khan, thủ lĩnh phe Bột Nhi Chỉ Cân, vào năm 1403 và phải bỏ chạy lánh nạn. Năm 1408, quý tộc và thủ lĩnh quân sự Arughtai trước đây của ông đã giết chết ông sau khi một cuộc xung đột nổ ra giữa họ. Ông được kế vị bởi con trai Esekhu (mất năm 1425).